# Legionella
La legionella (Legionella Brenner et al., 1979) è un genere di batteri gram-negativi aerobi.
La legionella deve il nome all'epidemia acuta che nell'estate del 1976 colpì un gruppo di veterani della American Legion (chiamati "Legionnaires") riuniti in un albergo di Philadelphia causando ben 34 morti su 221 contagiati (erano presenti oltre 4.000 veterani), con eziologia ignota a quel tempo; solo in seguito si scoprì che la malattia era stata causata da un batterio, denominato legionella, che fu isolato nel gennaio del 1977 nell'impianto di condizionamento dell'hotel dove i veterani avevano soggiornato. Contrariamente a quanto riscontrato nel 1977, recentemente l'attenzione degli scienziati si è spostata sui circuiti di distribuzione di acqua sanitaria.
"Legionellosi" è la definizione di tutte le forme morbose causate da batteri Gram-negativi aerobi del genere Legionella.
Il genere Legionella comprende 62 diverse specie (sottospecie incluse) e circa 70 sierogruppi. Solamente 20 specie sono in grado di determinare casi di malattia nell’uomo. Legionella pneumophila è la specie più frequentemente rilevata nei casi diagnosticati (Fields et al., 2002) ed è costituita da 16 sierogruppi di cui Legionella pneumophila sierogruppo 1, (responsabile dell’epidemia di Filadelfia), è causa del 95% delle infezioni in Europa. Anche in Italia l’analisi della distribuzione di specie e sierogruppi isolati nel nostro territorio ha confermato la prevalenza di Legionella pneumophila e in particolare del sierogruppo 1 nel 90% dei casi di malattia (Fontana et al., 2014). Nel resto del mondo il 91.5% dei casi comunitari è dovuto alla sottospecie pneumophila, soprattutto di sierogruppo 1 (84.2%), mentre i sierogruppi dal 2 al 13 rappresentano il 7.4% (Rota et al, 2005).

## Habitat
Le legionelle sono ampiamente diffuse in natura.
Le legionelle sono presenti negli ambienti acquatici naturali e artificiali: acque sorgive (comprese quelle termali), fiumi, laghi, fanghi, ecc. Da questi ambienti esse raggiungono quelli artificiali come condotte cittadine e impianti idrici degli edifici, quali serbatoi, tubature, fontane e piscine, che possono agire come amplificatori e disseminatori del microrganismo, creando una potenziale situazione di rischio per la salute umana (Declerck et al., 2007; Fliermans et al.,1981).
Le legionelle prediligono gli habitat acquatici caldi: si riproducono tra 20 °C e 50 °C, ma sono in grado di sopravvivere in un range di temperatura molto più ampio, tra 5,7 °C e 63 °C. Questi batteri presentano anche una buona sopravvivenza in ambienti acidi e alcalini, sopportando valori di pH compresi tra 5,5 e 8,1, sono comunque in grado di sopravvivere in un range tra 2,3 e 9,5.
Le legionelle sopravvivono negli ambienti acquatici come parassiti intracellulari di protozoi a vita libera: la scoperta del ruolo dei protozoi come serbatoio per la moltiplicazione e la sopravvivenza delle legionelle ha permesso di comprendere l’epidemiologia e l’ecologia di questi batteri. A 20 °C, i protozoi fagocitano le legionelle e le digeriscono in gran numero. A 35 °C, le legionelle fagocitate si moltiplicano all’interno dei protozoi.
Senza l'aiuto dei protozoi, le legionelle sono poco resistenti agli agenti fisici e chimici, ma, all’interno dei protozoi (e soprattutto all’interno delle cisti) sono molto resistenti agli aumenti di temperatura e ai biocidi. Questo permette loro di sopravvivere per molti mesi nell’ambiente, racchiuse all’interno dei protozoi.

## Infezione
Non è mai stata dimostrata la trasmissione interumana della malattia.
La Legionella penetra nell'ospite attraverso le mucose delle prime vie respiratorie, in seguito ad inalazione di aerosol contaminati o più raramente di particelle di polvere da essi derivate per essiccamento o aspirazione di acqua contaminata. Spesso si tratta di acqua nebulizzata: il processo di nebulizzazione dell'acqua avviene ogni qualvolta che l'acqua entra in contatto con una superficie solida.
Non è nota la dose infettante per l'uomo. Neppure si conoscono le ragioni della diversa virulenza nelle differenti specie e sierogruppi di Legionella che tuttavia potrebbero essere attribuite alla idrofobicità di superficie, alla stabilità nell'aerosol e alla capacità di crescere all'interno delle amebe. 
Le goccioline si possono formare sia spruzzando l'acqua che facendo gorgogliare aria in essa, o per impatto su superfici solide.
La pericolosità di queste particelle d'acqua è inversamente proporzionale alla loro dimensione. Gocce di diametro inferiore a 5 μm arrivano più facilmente alle basse vie respiratorie. Sono stati inoltre segnalati in letteratura casi di legionellosi acquisita attraverso ferite (Brabender et al., 1983; Lowry et al., 1991; Lowry and Tompkins, 1993).
La sua diffusione è legata alla mancanza di un idoneo trattamento dell'acqua, che comporta la presenza di incrostazioni, corrosioni e biofilm. Il biofilm è essenziale per la colonizzazione da parte delle legionelle, che trovano in esso i protozoi entro cui moltiplicarsi e svolgere il ciclo vitale, oltre a costituire un riparo da stress e biocidi. Esso è costituito da una pellicola di microrganismi (batteri, protozoi, virus, miceti) che aderiscono a irregolarità delle pareti interne delle condutture, formando delle stratificazioni che hanno l'effetto di corrodere le pareti stesse, facilitando depositi ed incrostazioni che sporgono e tendono a occludere le tubazioni.

### Quadro clinico
L'infezione da legionella può dare luogo a due distinti quadri clinici: 
1. la febbre di Pontiac che si presenta come una malattia acuta autolimitante che non interessa il polmone: dopo un periodo di incubazione di 24-48 ore compaiono febbre, malessere generale, mialgia, cefalea ed a volte tosse e gola arrossata, che si risolve in 2-5 giorni.
2. la malattia dei legionari (legionellosi) è una polmonite che si manifesta dopo un’incubazione di 2-10 giorni (in media 5-6 giorni), si manifesta come una polmonite infettiva, con o senza manifestazioni extrapolmonari.

Si tratta di un batterio patogeno opportunista, ciò significa che la sua sintomatologia è legata alla robustezza del sistema immunitario dell'individuo.
In Italia, tra il 1997 e il 2017, sono stati notificati 2014 casi:
• 239 casi (11,9%) di pernottamento per almeno una notte in luoghi diversi dall’abitazione.
• 124 casi (6,2%) di ricoverati in ospedale.
• 60 casi (3%) di residenti in case di riposo, RSA, strutture di riabilitazione.
• 11 casi (0,5%) legati ad altri fattori di rischio (carceri, comunità chiuse).
• 24 casi comunitari (piscine).
• 20 casi legati a cure odontoiatriche.
Il 50,3% dei pazienti affetti da legionellosi presentava altre patologie concomitanti, prevalentemente di tipo cronico-degenerativo (diabete, ipertensione, broncopatia cronico-ostruttiva, 77,4%), neoplastico (15,5%), infettivo (2,4%), trapianti (1,1%) e altre patologie (1,8%).
(Maggio 2015 - MINISTERO DELLA SALUTE: "Linee guida per la prevenzione ed il controllo della legionella").

### Fattori di rischio
I principali fattori di rischio che favoriscono l'acquisizione della legionellosi sono:
- età avanzata
- patologie cronico-degenerative
- immunodeficienza
- fumo
- sesso maschile
- alcolismo

L'analisi in base alla distribuzione per età dimostra che oltre il 60% dei casi ha superato i 50 anni e che l'età media dei pazienti è di 55 anni, con un range compreso tra 20 giorni e 94 anni. Il 73% dei casi di legionellosi è di sesso maschile e quindi il rapporto maschi/femmine è 2,9 : 1 (Fonte: I.S.S.).
Il rischio di acquisizione della malattia è principalmente correlato alla suscettibilità individuale del soggetto esposto e al grado d’intensità dell’esposizione, rappresentato dalla quantità di Legionella presente e dal tempo di esposizione.
In Italia è stato registrato mediamente qualche centinaio di casi di legionellosi ogni anno ma si ritiene che tale numero sia in realtà sottostimato, anche perché a volte la malattia non viene diagnosticata. La malattia è letale nel 5-15% dei casi.

## Impianti critici
Le installazioni che producono acqua nebulizzata, come gli impianti di condizionamento, le reti di ricircolo di acqua calda negli impianti idrico-sanitari, costituiscono dei siti favorevoli per la diffusione del batterio. Considerato che l'intervallo di proliferazione del batterio va dai 15 °C a 50 °C (fino a 22 °C il batterio esiste ma è inattivo), esistono delle zone critiche negli impianti idrosanitari: all'interno delle tubazioni, specialmente se obsolete e con depositi all'interno, o anche in tratti chiusi, nei serbatoi di accumulo, nei bollitori, nei soffioni della doccia e nei terminali di distribuzione. Anche i sistemi idrici di emergenza, come le docce di decontaminazione, le stazioni di lavaggio per gli occhi e i sistemi sprinkler antincendio possono essere luogo di proliferazione. La legionella è stata rilevata anche in vasche e piscine per idromassaggio. Questi impianti usano acqua calda (in genere tra 32 e 40 °C) e iniettano getti di acqua o aria a grande velocità: i batteri possono essere rilasciati nell'aria dalle bolle che risalgono o con un fine aerosol.
Alcuni casi di legionellosi sono stati associati alla presenza di fontane decorative in cui l'acqua viene spruzzata in aria o fatta ricadere su una base. Le fontane che funzionano a intermittenza presentano un rischio più elevato di contaminazione. Gli altri impianti dove il rischio legionella è elevato sono le torri di raffreddamento a circuito aperto e a circuito chiuso, laddove nelle vicinanze ci sia la presenza di canalizzazioni di ripresa o aspirazione d'aria. Da considerare anche gli impianti di condizionamento dell'aria, come gli umidificatori/raffrescatori a pacco bagnato, i nebulizzatori, i sistemi a spruzzamento, il raffreddamento adiabatico. Un'ulteriore fonte di rischio sono gli accumulatori, normalmente presenti negli impianti solari per la produzione di ACS (acqua calda sanitaria), la cui temperatura normale di esercizio si aggira attorno ai 50 °C. La nebulizzazione avviene nei miscelatori di erogazione presenti all'interno della casa, ad esempio quelli della doccia o del bagno. In alternativa è possibile utilizzare una Fresh Water Unit che non consente un contatto diretto tra l'acqua accumulata e quella utilizzata. Nel febbraio 2012, The Lancet ha riportato il caso di un'anziana deceduta nell'ospedale Morgagni-Pierantoni di Forlì, la quale aveva contratto la legionellosi attraverso l'apparecchio di nebulizzazione di un dentista.

## Misure di prevenzione
Le strategie per combattere la proliferazione della legionella nascono innanzitutto dalla prevenzione da effettuarsi in sede di progetto e da una gestione/manutenzione adeguata al rischio e professionale. Il Rischio Legionella è contemplato nel testo unico sulla sicurezza nei luoghi di lavoro (elenco degli agenti biologici I); sono inoltre state pubblicate linee guida per la prevenzione e il controllo della legionellosi, negli impianti idrico sanitari e negli impianti di climatizzazione, approvate dalla Conferenza permanente Stato-regioni, essendo la salute e sicurezza materia concorrente. Una corretta progettazione, installazione e manutenzione è descritta nella norma tecnica UNI 9182. Per quanto riguarda gli impianti idraulici, si raccomanda di:
- evitare tubazioni con terminali ciechi o senza circolazione;
- evitare formazione di ristagni;
- evitare lunghezze eccessive di tubazioni;
- evitare contatti tra acqua e aria o accumuli in serbatoi non sigillati;
- prevedere una periodica e facile pulizia;
- scegliere con cura i materiali (è stato rilevato che le tubazioni di rame riducono la proliferazione della legionella)[3];
- evitare la scelta impiantistica di torri evaporative in favore di soluzioni alternative, come i sistemi water spray system, pozzi geotermici;
- prevenire la formazione di biofilm e incrostazioni.

I trattamenti da effettuare, tenuto conto che bisogna rimuovere le cause, cioè i biofilm e le incrostazioni, una volta constatata la proliferazione vanno valutati caso per caso. In genere i più comuni sono:
- Trattamento termico, in cui si mantiene l'acqua a una temperatura superiore ai 60 °C, condizione in cui si inattiva la legionella;
- Shock termico: si eleva la temperatura dell'acqua, generalmente per mezzo di scambiatori di calore, fino a 70-80 °C per almeno 30 minuti al giorno per tre giorni, fino ai rubinetti; è una procedura che necessita di interventi frequenti, in quanto la ricrescita batterica è molto frequente nel periodo tra i due risanamenti. Inoltre, richiede tempo e personale di controllo della temperatura.
- Iperclorazione continua: si introduce cloro nell'impianto sotto forma di ipoclorito di calcio o di sodio, fino a che la concentrazione residua del disinfettante sia compresa tra 1 e 3 mg/l; l'azione disinfettante è minima al di sopra dei 30 °C, ha efficacia limitata sul biofilm e spesso la concentrazione di cloro non è compatibile con lo standard sull'acqua potabile (0.2 mg/l).
- Iperclorazione shock: si mantiene una concentrazione di 50 mg/l per un'ora oppure 20 mg/l per due ore;
- Biossido di cloro: consente una disinfezione continua, con valori modesti di cloro residuo, mantenendo la potabilità dell'acqua, rimuove il biofilm (habitat naturale della legionella) e costituisce un'azione molto prolungata sia nel tempo sia nella distanza dal punto di iniezione; i valori consigliati sono di 0,2-0,4 mg/l; non produce sottoprodotti (tipo i THM), viene prodotto in loco con appositi generatori con capacità di produzione adeguate all'impianto da disinfettare; con le concentrazioni sopra dette non produce aggressioni alle tubazioni;[4]
- monoclorammina: le monoclorammine sono più stabili del cloro libero, hanno un maggior potere residuo, non danno origine a trialometani e penetrano meglio nel biofilm. Dosaggi ottimali per l'eradicazione della legionella sono 2–3 mg/l;
- Raggi ultravioletti: la luce UV (254 nm), generata da speciali lampade, uccide i batteri;
- Ionizzazione rame-argento: si producono ioni generati elettroliticamente fino a una concentrazione di 0,02-0,08 mg/l di Ag e 0,2-0,08 mg/l di Cu;
- Colloidi rame-argento: a differenza della ionizzazione, molto instabile, si utilizzano nanoparticelle ognuna delle quali ha oltre 6 milioni di ioni in superficie, che sono i veri biocidi;
- Perossido di idrogeno e argento: si sfrutta l'azione battericida e sinergica tra l'argento e una soluzione concentrata di perossido di idrogeno (acqua ossigenata).
- Ozono: L'attività germicida dell'ozono si fonda sulla elevata capacità di ossidante diretto. Grazie a questa qualità, tutte le strutture macromolecolari delle cellule (muffe, batteri acetici, eterolattici, lieviti apiculari, ecc.) vengono profondamente alterate e inattivate;
- Filtri terminali: applicati direttamente al punto di prelievo, formano una barriera meccanica (0,2 µm) al batterio della Legionella e proprio per questo garantiscono una protezione assoluta al 100%. Questi devono essere sostituiti con una certa periodicità, in base alla dichiarazione del produttore. L'installazione di detti filtri risulta agevole grazie alla loro praticità e sicurezza. Essi sono ampiamente utilizzati in ambienti ospedalieri, case di cura, RSA, poliambulatori (reparti grandi ustionati, reparti di neonatologia, reparti di oncologia, trapianto midollo ecc.), ossia dove sono ricoverati pazienti immunocompromessi e/o immunodepressi, i quali risultano più esposti ad un eventuale contaminazione/infezione e sui quali, in caso di contagio, il batterio della Legionella potrebbe avere un effetto addirittura letale.

Tutti i trattamenti sopra descritti sono più o meno utili e funzionanti, ma tutti concordano che il massimo risultato si ottiene con l'eliminazione del biofilm. Sulla base della normativa italiana, il rischio legionella deve essere contenuto nel documento di valutazione dei rischi (DVR) che ogni datore di lavoro ha l'obbligo di redigere.

## Protocollo di controllo del rischio Legionellosi
Il protocollo di controllo del rischio legionellosi, proposto nel Maggio 2015 dal Ministero della Salute in "Linee guida per la prevenzione ed il controllo della legionella" prevede:
1. indagine documentale preliminare, finalizzata ad acquisire informazioni relative alle caratteristiche degli impianti presenti presso la sede di lavoro;
2. sopralluogo per verifica impianti e campionamento;
3. analisi dei dati raccolti e degli esiti delle verifiche analitiche presenti.

Per l’identificazione/valutazione del rischio legionellosi sono altresì da considerare:
1. fonti di esposizione;
2. esposizione all’agente biologico, valutandone intensità e durata;
3. frequenza, condizioni, numero di soggetti esposti;
4. possibilità di verifiche ambientali per la misura della contaminazione presente.

Questo protocollo nelle strutture ricettive va aggiornato ogni qualvolta si effettuino lavori di manutenzione, o se i referti delle analisi microbiologiche lo richiedono.
In generale, ci sono strutture che devono aggiornarlo obbligatoriamente ogni:
- Strutture turistico recettive: ogni 2 anni (meglio annuale);
- Stabilimenti termali: ogni anno;
- Strutture sanitarie: ogni anno;
- Strutture residenziali: ogni 3 anni;
- Impianti industriali: ogni 3 anni.

## Punti critici per l'esposizione a L.pneumophila (RAPPORTO ISTISAN 22/32)
| Denominazione sezione                                         | Rischio |
| ------------------------------------------------------------- | --- |
| Acqua potabile in ingresso                                    | L’acqua, proveniente da acquedotto, potrebbe essere contaminata da L. pneumophila o altri microorganismi, quindi, determinare la colonizzazione dell’impianto e/o l’erogazione di acqua non potabile, in quanto non conforme a quanto prescritto dal D.Lgs. 31/01. |
| Serbatoio accumulo acqua potabile fredda                      | La condizione di ristagno e le eventuali variazioni di temperatura creano situazioni favorevoli allo sviluppo di microorganismi presenti nell’acqua. Questo non è un punto critico specifico per lo sviluppo di L. pneumophila, ma, più in generale, per la moltiplicazione di altri microrganismi che, in altri punti del sistema di distribuzione, potrebbero favorire la protezione di L. pneumophila dai trattamenti di bonifica. |
| Produzione di acqua calda (bollitori, serbatoi)               | Temperature di produzione dell’acqua calda sanitaria < 50 °C e il potenziale ristagno dell’acqua all’interno del serbatoio potrebbero favorire la colonizzazione e lo sviluppo di L. pneumophila. Devono essere anche considerate le condizioni di usura del serbatoio, in quanto, dati bibliografici correlano lo sviluppo di L. pneumophila con l’accumulo di depositi, incrostazioni e corrosione. |
| Tubazioni di adduzione e punti di erogazione dell’acqua calda | Il materiale costituente la rete di adduzione rappresenta un fattore importante nei fenomeni di colonizzazione e ricrescita in rete, sia per ciò che riguarda L. pneumophila sia per i patogeni opportunisti. In linea generale l’acciaio zincato in buono stato è un materiale che viene considerato a media protezione per quanto riguarda la colonizzazione da parte di L. pneumophila, ma, in presenza di processi di corrosione, può favorirne lo sviluppo. Inoltre, la lunghezza del sistema di distribuzione, la sua distanza dal punto di produzione dell’acqua calda, la presenza di sistemi di ricircolo a livello dell’adduzione, la temperatura di adduzione e di impiego dell’acqua calda (38-53 °C), ma soprattutto il raffreddamento progressivo che si verifica nella rete dell’acqua calda nei periodi di limitato utilizzo, potrebbero favorire la colonizzazione e lo sviluppo di L. pneumophila. |
| Punti di erogazione dell’acqua fredda                         | Fontanelle, rubinetti, docce, docce di emergenza, miscelatori ed eventuali sistemi di interruzione o regolazione del flusso dell’acqua, determinando il blocco del passaggio dell’acqua, ne causano il ristagno e, quindi, in presenza di materiali colonizzabili (es. rompigetto, guarnizioni) possono favorire l’attecchimento e lo sviluppo di microorganismi potenzialmente patogeni (es. aeruginosa) e/o di microorganismi tali da non garantire più il rispetto dei requisiti di potabilità. In generale sono da considerare punti particolarmente critici le utenze a basso utilizzo. |

## Terapia farmacologica
Levofloxacina o moxifloxacina sono gli antibiotici d'elezione. In alternativa è indicato l'antibiotico azitromicina. Inizialmente è preferibile somministrare la terapia endovena.